# Louis Massonneau

Gedenktafel an seinem Wohnhaus in Ludwigslust

Louis Massonneau (* 10. Januar 1766 in Kassel; † 4. Oktober 1848 in Ludwigslust) war ein deutscher Violinist, Komponist und Konzertmeister französischer Abstammung.

## Leben
Louis Massonneau war Sohn eines französischen Küchenmeisters. Nach Stationen in Göttingen, Frankfurt am Main, Altona und Dessau kam er 1803 nach Ludwigslust und wurde 1812 dort Konzertmeister.
Das Werk von Louis Massonneau wird seit einiger Zeit auch im Konzertsaal wiederentdeckt. Anlässlich der Veröffentlichung von Kammermusikwerken im Musikverlag Edition Massonneau bezeichnete die Fachpresse seine Musik als „elegant, geistreich und subtil“, lobte die „fabelhafte Instrumentierung“ und sprach von „einzigartiger Brillanz und musikalischer Dichte“ und „echtem Ohrwurmcharakter“.
Von seinen Instrumentalwerken sind die Kammermusik (Streichquartette op. 11, Duos für Violine und Violoncello, op. 9, Airs variés für Violine und Viola / Violoncello sowie Oboenquartette) und drei Sinfonien erwähnenswert, insbesondere die Dritte Sinfonie opus 5 (La tempête et le calme, 1794).
In der Musikaliensammlung der Landesbibliothek Mecklenburg-Vorpommern befinden sich Autographe von Louis Massonneau.

## Werke in modernen Ausgaben
Im Musikverlag Edition Massonneau Schwerin sind folgende Werke von Louis Massonneau in modernen Ausgaben erschienen:
- Konzert für Violine und Orchester Nr. 5 e-moll
- 3 Streichquartette, op. 11/I
- 6 Airs variés für Violine und Viola, op. 10
- 6 Airs variés für Violine und Violoncello, op. 11/II
- 3 Quartette für Oboe, Violine, Viola und Violoncello
- 3 Duos concertantes für Violine und Violoncello, op. 9